# エネイーダ

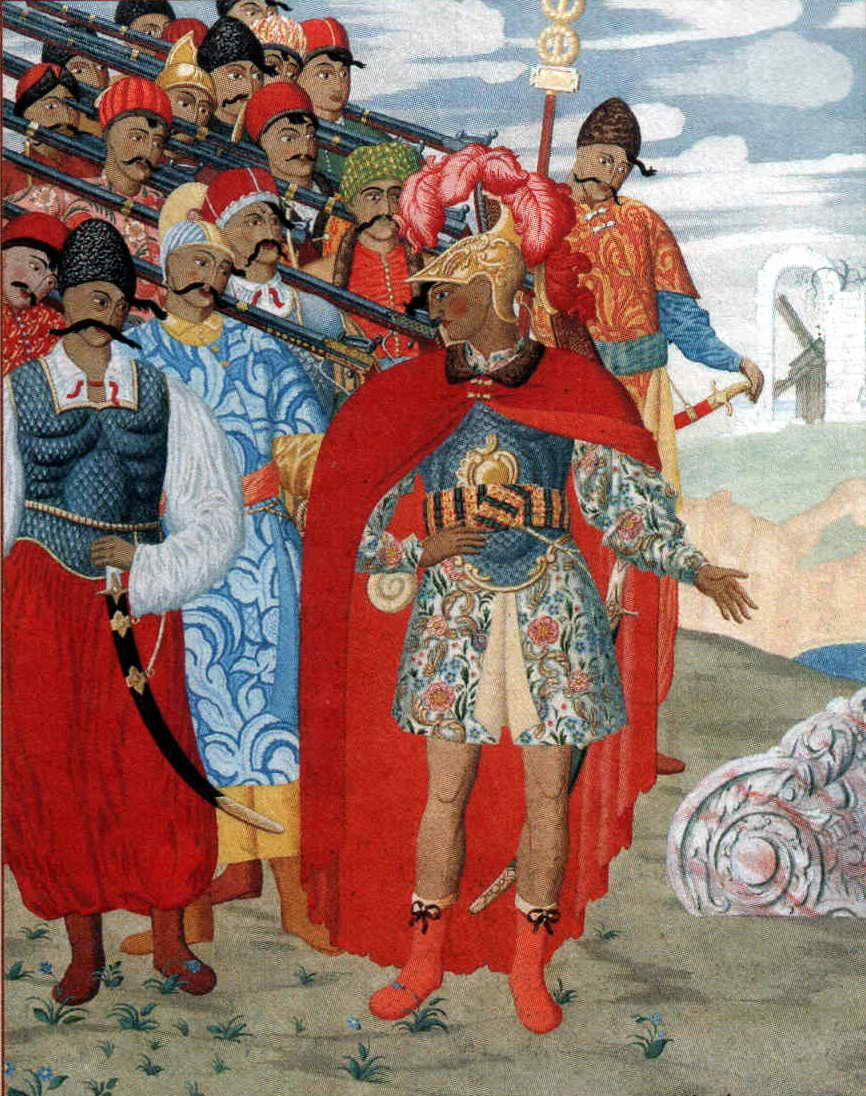
20世紀初頭の『エネイーダ』の表紙。コサック軍を率いるエネーイ棟梁。

『エネイーダ』（ウクライナ語：Енеїда）は、ウェルギリウスの『アエネーイス』をモチーフに現代ウクライナ語の口語で書かれたパロディー叙事詩。6巻から構成する。イヴァン・コトリャレーウシキーの著作。初めて1798年に出版された。全巻の出版は1842年である。原本の『アエネーイス』は、トロイ戦争に惨敗したアエネーイス武将が諸国を遍歴し、ローマの地で自国をローマ帝国として再建するという話であるが、ウクライナの『エネイーダ』はトロイをロシア帝国に亡ぼされたコサック国家に例え、アエネイス武将（ウクライナ語風にエネーイ）とそのコサック軍が異国を放浪し、ついに新たな地でコサック国家を再建して繁栄するという話になっている。近代ウクライナ文学の発祥作とされる。19世紀初頭に始まったウクライナ民族的ルネサンスを促進させた一作である。ウクライナ研究では一級資料となっており、「ウクライナ学大事典」とも呼ばれる。